# فلاستيمير دجوردجيفيتش
فلاستيمير دجوردجيفيتش (بالصربية: Властимир Ђорђевић) (من مواليد 17 نوفمبر 1948) هو عقيد سابق في الشرطة الصربية. أدانته المحكمة الجنائية الدولية ليوغوسلافيا السابقة بارتكاب جرائم حرب ضد ألبان كوسوفو لخلال حرب كوسوفو. كان يشغل منصب مساعد وزير الشؤون الداخلية الصربية ورئيس إدارة الأمن العام بوزارة الداخلية.

## المحاكمة
وجهت المحكمة الجنائية الدولية ليوغوسلافيا السابقة لدجوردجيفيتش اتهامات بارتكاب جرائم حرب، وذلك لضلوعه في حملة الصرب لعام 1999 على ألبان كوسوفو. بصفته رئيس إدارة الأمن العام، كان دجوردجيفيتش مسؤولاً عن ضمان تنفيذ جميع وحدات إدارة الأمن العام الصربية في كوسوفو للأوامر المُوجهة لها. إلى غاية 17 يونيو 2007، كان يُعتقد أنه موجود في روسيا. في صباح يوم 17 يونيو 2007، قُبض على دجوردجيفيتش في الجبل الأسود في مكان بالقرب من مدينة بودفا.
في 23 فبراير 2011، قضت المحكمة الجنائية الدولية ليوغوسلافيا السابقة بأن دجوردجيفيتش مُذنب في جميع التهم الخمس الموجهة إليه. وحكمت عليه بالسجن 27 عاما. وبعد استثنافه الحُكم، قضت دائرة الاستئناف في محكمة لاهاي في 27 يناير 2014، بتخفيض العقوبة السجنية من 27 سنة إلى 18 سنة. في 16 أكتوبر 2014، نُقل إلى ألمانيا ليقضي فيها عُقوبته السجنية.

## روابط خارجية
- فلاستيمير دجوردجيفيتش على موقع icty.org